# Idaea inornata
Idaea inornata là một loài bướm đêm trong họ Geometridae.